# Miljøpartiet De Grønne

Logo von 2011 bis 2013

Logo bis 2011

Miljøpartiet De Grønne oder nynorsk Miljøpartiet Dei Grøne (MDG; deutsch: Umweltpartei Die Grünen) ist eine norwegische Partei, die der Europäischen Grünen Partei angeschlossen ist. Bei der Parlamentswahl in Norwegen 2013 gelang der Partei erstmals mit einem Mandat der Einzug in das nationale Parlament Norwegens, dem Storting. Seit den Kommunalwahlen im September 2015 sind die Grünen außerdem in den Fylkestingen sowie in zahlreichen Kommunalparlamenten vertreten. Seit 2021 ist die Partei mit drei Abgeordneten im Storting vertreten.

## Geschichte
Schon 1987 waren vier Repräsentanten einer Gruppierung namens De Grønne („Die Grünen“) in den Stadtrat von Halden gewählt worden. In Kristiansand verfügte eine sogenannte By- og Miljøvernliste (Stadt- und Umweltschutzliste) über sechs Sitze im Stadtrat, in Fredrikstad hielt eine ähnliche Gruppierung vier Mandate. Auch in der Provinzialversammlung (Fylkesting) von Akershus waren De Grønne vertreten.
Aus diesen örtlichen und regionalen Listen entstand am 29. Oktober 1988 die Partei Miljøpartiet De Grønne. Ein wichtiger Auslöser der Gründung war die Nuklearkatastrophe von Tschernobyl 1986.
Seit 1996 ist der Partei eine eigene Jugendorganisation namens Grønn Ungdom (Grüne Jugend) angeschlossen. Ihrem basisdemokratischen Selbstverständnis entsprechend verfügt sie über keinen Vorsitzenden, sondern über zwei Sprecher. 2008 wurde dem Friedens- und Konfliktforscher Johan Galtung die Ehrenmitgliedschaft verliehen.
Bei den Parlamentswahlen in Norwegen erhielt die Partei zunächst jeweils deutlich unter einem Prozent der Stimmen. Einen ersten Erfolg konnte sie bei der Stortingswahl 2013 mit landesweit 2,8 % verbuchen, womit sie allerdings an der 4-Prozent-Hürde scheiterte. Doch im Wahlkreis Oslo errang sie ein Kreismandat, sodass Rasmus Hansson der erste Vertreter der MDG in Norwegens Parlament wurde. Er war von 2000 bis 2012 Generalsekretär von WWF Norwegen und leitete seit Januar 2013 das CIENS-Forschungszentrum für interdisziplinäre Umwelt- und Gesellschaftsstudien an der Universität Oslo.
2018 beschlossen die Parteimitglieder in einer Urwahl, dass auch die MDG auf das traditionelle Modell der Parteiführung mit einem Parteivorsitzenden und zwei Stellvertretern zurückgreifen solle. Bis dahin wurde die Partei von zwei nationalen Sprechern geleitet. Am 25. April 2020 wurde die vorherige nationale Sprecherin Une Bastholm neue Parteivorsitzende. Bei der Stortingswahl 2021 scheiterte die Partei zwar mit 3,9 % der Stimmen erneut an der 4-%-Grenze, konnte aber nunmehr drei Sitze in den Wahlkreisen (zwei in Oslo, einen in Akershus) erringen. Die Partei erreichte damit ihr bis dahin bestes Ergebnis. Nachdem Bastholm als Parteivorsitzende zurückgetreten war, übernahm Arild Hermstad im August 2022 den Vorsitz kommissarisch, bevor er im November 2022 zum neuen Parteivorsitzenden gewählt wurde.

## Ausrichtung
Die Partei stützt sich auf die Tiefenökologie von Arne Næss und die Gewaltfreiheit von Mahatma Gandhi.
In ihrem Programm heißt es:
«Miljøpartiet De Grønne ist eine junge Partei mit einer Politik für Gegenwart und Zukunft, die auf grundlegenden grünen Werten aufbaut. Diese Werte lassen sich in vier Solidaritäten zusammenfassen: Solidarität mit der Natur, Solidarität mit Unterdrückten und Ausgegrenzten im eigenen Land, Solidarität mit Menschen in anderen Teilen der Welt, Solidarität mit künftigen Generationen.»
Die Partei bezeichnete sich selbst lange als „blockunabhängig“. Eine Zusammenarbeit etwa mit der konservativen Partei Høyre wurde nicht ausgeschlossen. Im November 2020 beschloss die Partei, sich im Wahlkampf für Parlamentswahl im September 2021 für eine linke Regierung auszusprechen. Auf einem Parteitag im März 2021 beschloss eine knappe Mehrheit, im Parteiprogramm einen Punkt aufzunehmen, nach welchem moderne Kernkrafttechnologie eine wichtige Rolle im grünen Wandel habe und weiter im Umfeld der Atomkraft geforscht werden soll.
Im Mai 2023 beschloss die Partei auf einem Parteitag mit 174 zu 23 Stimmen, auf neue EU-Beitrittsverhandlungen hinzuarbeiten. Vor dem Beschluss wurde häufig argumentiert, dass eine norwegische EU-Mitgliedschaft dabei helfe, in klimapolitischen Fragen gemeinsam mit der EU zu agieren.

## Wahlergebnisse zum Storting seit 1989
| Wahljahr | %     | Sitze |
| -------- | ----- | ----- |
| 1989     | 0,4 % | -     |
| 1993     | 0,1 % | -     |
| 1997     | 0,2 % | -     |
| 2001     | 0,2 % | -     |
| 2005     | 0,1 % | -     |
| 2009     | 0,3 % | -     |
| 2013     | 2,8 % | 1     |
| 2017     | 3,2 % | 1     |
| 2021     | 3,9 % | 3     |